# Stenolophus smaragdulus
Stenolophus smaragdulus es una especie de escarabajo de tierra del género Stenolophus, tribu Harpalini, subfamilia Harpalinae. Fue descrita científicamente por Fabricius en 1798.

## Descripción
Mide 5,8 milímetros de longitud.

## Distribución
Se distribuye por India.